# Milnesiidae
Ordre
Famille
Les Milnesiidae, unique représentant de l'ordre des Apochela, sont une famille de tardigrades. 

## Classification
Selon Degma, Bertolani et Guidetti, 2013 :
- Bergtrollus Dastych, 2011
- Limmenius Horning, Schuster & Grigarick, 1978
- Milnesioides Claxton, 1999
- Milnesium Doyère, 1840

## Publications originales
- Ramazzotti, 1962 : Il Phylum Tardigrada. Memorie Istituto di Idrobiologia, vol. 14, p. 1-395.
- Schuster, Nelson, Grigarick & Christenberry, 1980 : Systematic criteria of the Eutardigrada. Transactions of the American Microscopical Society, vol. 99, no 3, p. 284-303.